# Эврё (округ)
Эврё (фр. Évreux) — округ (фр. Arrondissement) во Франции, один из округов в регионе Нормандия. Департамент округа — Эр. Супрефектура — Эврё.
Население округа на 2018 год составляло 138 110 человек. Плотность населения составляет 144 чел./км². Площадь округа составляет 960,7 км².

## Состав
Кантоны округа Эврё (с 1 января 2019 г.):
- Вернёй-д’Авр-э-д’Итон (частично)
- Конш-ан-Уш
- Ле-Небур (частично)
- Сент-Андре-де-л'Эр
- Эврё-1
- Эврё-2
- Эврё-3

Кантоны округа Эврё (с 1 января 2017 г. по 31 декабря 2018 года):
- Бретёй (частично)
- Вернёй-сюр-Авр
- Вернон (частично)
- Конш-ан-Уш (частично)
- Ле-Небур
- Паси-сюр-Эр
- Сент-Андре-де-л'Эр
- Эврё-1
- Эврё-2
- Эврё-3

Кантоны округа Эврё (с 22 марта 2015 года по 31 декабря 2016 года):
- Бретёй (частично)
- Вернёй-сюр-Авр
- Вернон (частично)
- Конш-ан-Уш (частично)
- Ле-Небур (частично)
- Паси-сюр-Эр
- Сент-Андре-де-л'Эр
- Эврё-1
- Эврё-2
- Эврё-3